# Avlabari

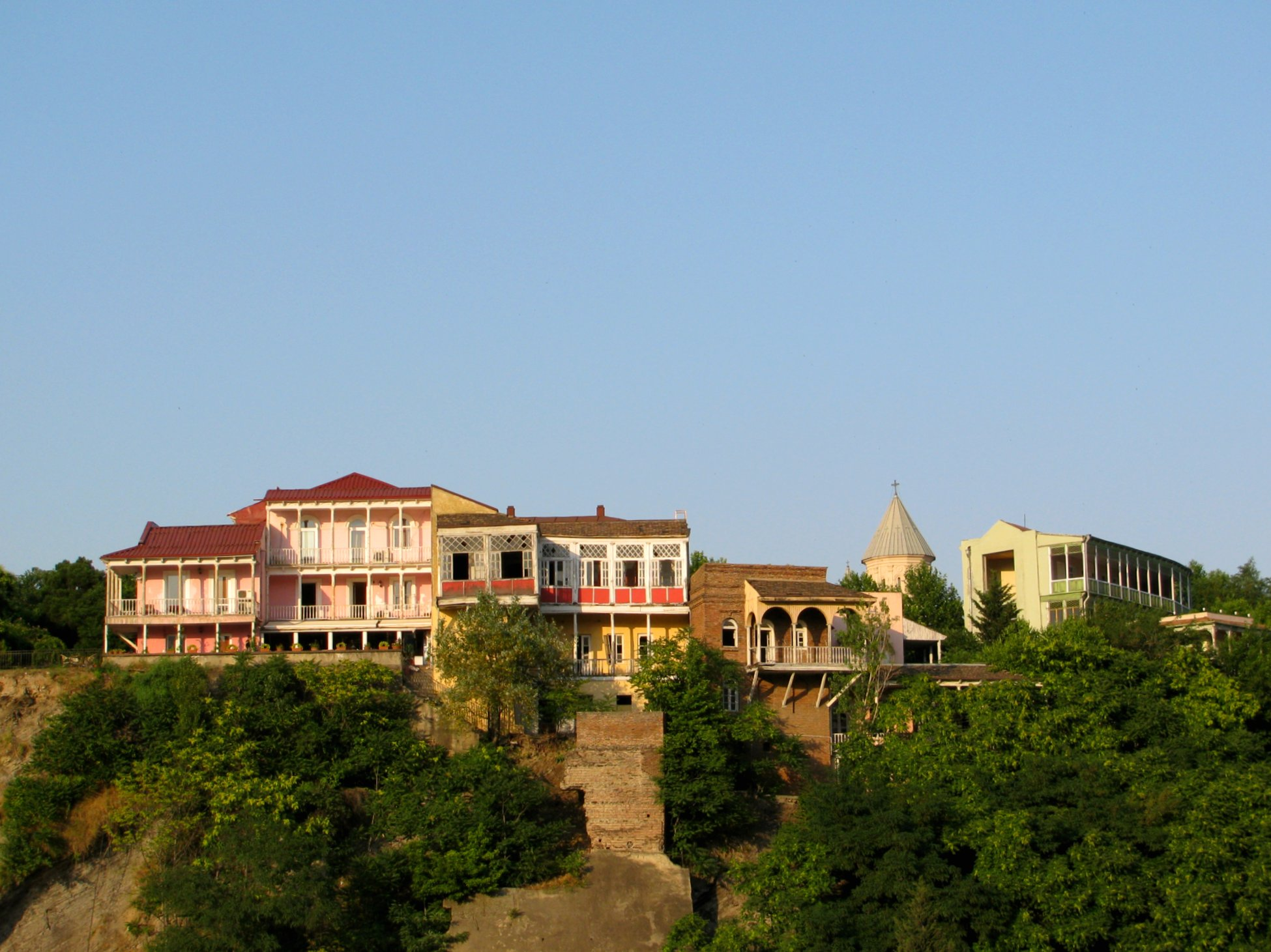
Äldre bostadshus i Avlabari.

Avlabari (georgiska: ავლაბარი) är en stadsdel i gamla Tbilisi i Georgiens huvudstad Tbilisi. Det ligger inom det administrativa distriktet Isani rajon (ისნის რაიონი).
I berättelser från 1000-1200-talen omnämns stadsdelen som Isani, vilket i dag är en av de största regionerna i Tbilisi. I dag är stadsdelen en av de mer hippa i staden och Avlabari befinner sig i en omfattande gentrifiering. Bland annat beslöt president Micheil Saakasjvili att bygga sitt nya presidentresidens i stadsdelen. Avlabari har en station i Tbilisis tunnelbana med samma namn som stadsdelen.